# Adam Jagła
Adam Jagła (ur. 10 czerwca 1954 w Świeciu, zm. 17 marca 2021) – polski kolarz, medalista mistrzostw Polski.

## Kariera sportowa
Przez całą karierę sportową reprezentował barwy klubu Bobrek Bytom.
Jego największymi sukcesami w karierze były zwycięstwa w wyścigu Pasmem Gór Świętokrzyskich oraz Wyścigu Przyjaźni Polski i CSRS (oba w 1978). W 1976 zajął 2. miejsce w wyścigu Szlakiem Grodów Piastowskich. W 1977 wystąpił w reprezentacji Polski w Wyścigu Pokoju, jednak go nie ukończył.
Pochowany na cmentarzu komunalnym przy ul. Kwiatowej w Bytomiu.